# 七隈站
七隈站（日语：／ Nanakuma eki */?）是一個位於日本福岡縣福岡市城南區七隈四丁目，屬於福岡市地下鐵七隈線的鐵路車站。車站編號是N07。

## 歷史
- 2005年（平成17年）2月3日 - 開業。

## 車站構造
1面2線島式月台的地底車站。車站位於城南學園通正下方。

### 月台配置
| 月台 | 路線   | 目的地                         |
| ---- | ------ | ------------------------------ |
| 1    | 七隈線 | 六本松、藥院、天神南、博多方向 |
| 2    | 七隈線 | 福大前、橋本方向               |

## 利用狀況
2016年（平成28年）度的1日平均上車人次為4,914人。
開業以後的1日平均上車人次推移如下表。
| 年度               | 1日平均 上車人次 |
| ------------------ | ---------------- |
| 2004年（平成16年） | 2,176            |
| 2005年（平成17年） | 2,181            |
| 2006年（平成18年） | 2,605            |
| 2007年（平成19年） | 2,922            |
| 2008年（平成20年） | 3,155            |
| 2009年（平成21年） | 3,368            |
| 2010年（平成22年） | 3,458            |
| 2011年（平成23年） | 3,549            |
| 2012年（平成24年） | 3,861            |
| 2013年（平成25年） | 4,099            |
| 2014年（平成26年） | 4,339            |
| 2015年（平成27年） | 4,601            |
| 2016年（平成28年） | 4,914            |

## 相鄰車站
福岡市交通局（福岡市地下鐵）
 七隈線
福大前（N06）－七隈（N07）－金山（N08）

## 外部連結
- 福岡市地下鐵 七隈站（页面存档备份，存于）（日語）